# Господари севера
Господари севера (енгл. The Lords of the North) је историјски роман британског писца Бернарда Корнвела, први пут објављен 22. маја 2006. године, који представља треће остварење у серијалу Саксонске приче. Прича прати Утреда од Бебанбурга, који одлази на север у потрагу за својом посестрином, коју је отео дански лорд Кјартан Окрутни.
Књигу је у Србији објавила издавачка кућа Отворена књига 2008. године, у преводу Драгана Стијеље Јовановића.

## Радња
Године 878. Утред од Бебанбурга, бесан због скромне награде коју му је краљ Алфред доделио за спас Весекса, одлази назад на север у своју родну Нортамбрију, тражећи освету против свог стрица Елфрика и непријатеља из детињства, Свена Једнооког и Кјартана Окрутног; централне земље Данхолма су под контролом Кјартана, а Елфрик држи Бебанбург. Он путује бродом са својом љубавницом и бившом опатицом Хилд. Искрцавају се близу Еофервика и затичу област у хаосу. Ивар Иварсон, најмоћнији дански господар у Нортамбрији, повео је своју војску против Шкота на северу. Док је он одсутан, саксонски житељи Еофервика, под вођством фанатичног оца Хротверда, масакрирали су многе Данце у том подручју.
Утред је унајмљен да прати породицу данског трговца даље на север, кроз Данхолм. Њихов пут их води до замке коју је Свен поставио с намером да зароби путнике, које ће или продати у ропство или изнудити откуп од њих. Да би избегао да буде препознат, Утред сакрива лице и назива се Торкилд Губави, мрачни мачевалац из Нифлхајма. Када Свен одлучи да прода Хилд и трговчеве ћерке близнакиње, Утред држи Свена на ивици свог мача. Наређује Свеновим људима да оду и убеђује Свена да је ратник који се вратио из мртвих да би га прогонио, као и његовог оца. Ослобађа Данца Гутреда од Кумбраленда из ропства; пријатељски настројени Гутред тврди да је краљ Нортамбрије.
У Кумбраленду, Гутред прелази у хришћанство и проглашен је краљем Нортамбрије од стране саксонског опата Идреда, који тврди да је у сновима, које му је послао Бог, предвидео Гутредов долазак. Утред постаје командант Гутредових личних трупа, као и његов најближи саветник. Тренира групу од тридесет нових ратника и осујећује покушај Кјартанових уљеза да заробе њега и Гутреда. Утред се заљубљује у Гутредову сестру, Гизелу.
Утред маршира на исток са Гутредом. Док је Ивар Иварсон одсутан у борби са Шкотима, они лако заузимају Еофервик; касније сазнају да је Ивар претрпео одлучујући пораз. Тамо им се придружује отац Хротверд, као и Ивар, који се са својим људима заклиње на верност Гутреду. Док марширају на север ка Данхолму, Гутред издаје Утреда. Он склапа договор са Утредовим издајничким стрицем Елфриком у замену за његову подршку против Кјартана. Заузврат, Елфрик жели да Утред буде убијен, али га Гутред убеђује да прихвати мању цену. Он плаћа данском трговцу Сверију да несвесног Утреда одведе у ропство.
Утред проводи две године као веслач на Сверијевом трговачком броду. Током тог времена, спријатељује се са другим робом, Финаном Хитрим, ирским ратником. Потом, мистериозни црвени дански брод креће у потеру за њиховим бродом. Током трговачког путовања у Британију 880. године, Утред се налази очи у очи са Свеном, који га препознаје, али побегне када се појави црвени брод, а ратници са њега искрцају и нападну. Та мистериозна група предвођена је Утредовим похрањеним братом и блиским пријатељем, Рагнаром Рагнарсоном. Утред се враћа у Весекс, где сазнаје да је Хилд убедила Алфреда да пошаље Рагнара, свог таоца, и Степу Снотора да га спасу, обећавајући да ће искористити Утредово скривено благо да изгради манастир и поново се посвети Христу. Након састанка са мерсијанским путујућим забављачем и шпијуном, Офом, Утред сазнаје да су Гутред, Ивар и Елфрик опсели Кјартана у Данхолму, али су после неког времена прекинули опсаду.
Алфред шаље оца Беоку као свог амбасадора Гутреду, наводно ради склапања мира у Нортамбрији, али с њим шаље и Утреда, Степу и Рагнара, што убеђује Утреда да Алфред има друге намере. Они стижу на Гутредов двор и откривају да је Гизела удата за Елфрика преко посредника у замену за подршку у још једном нападу на Кјартана, и да Ивар подиже нову војску за борбу против Гутреда. Утред је сигуран да његов стриц неће послати људе да подрже Гутреда. Он убија брата Јенберхта, када овај инсистира да је Гизела удата, док брат Ајда уплашено тврди да Гизела није удата, пошто брак није конзумиран. Утред затим опрашта Гутреду што га је продао у ропство и открива своју намеру да се ожени Гизелом. Упркос позивима многих свештеника да погуби Утреда због убиства Јенберхта, Гутред даје сагласност на предложени брак.
Утред преузима команду над Гутредовим трупама пред напад на Данхолм, иако су бројчано надјачани. Током ноћи, он и једанаесторица његових најбољих људи пењу се на брдо и ушуњају се у тврђаву кроз капију која се користи за доношење воде из бунара. Иако их откривају, помаже им Рагнарова сестра Тира, коју су отели Кјартан и Свен годинама раније. Тира окреће Кјартанове псе против њихових господара, дозвољавајући Утреду и његовим људима да отворе капију како би Рагнарова и Гутредова војска ушле у утврђење и победила Кјартанове људе. Свена побеђује Финан; Тира наређује псима да убију Свена и осигурава да умре споро. Самог Кјартана у двобоју убија Рагнар, који одбија да му дозволи да умре са мачем у руци, чиме му ускраћује одлазак у Валхалу. Након битке, Гутред предаје Данхолм Рагнару на Утредов захтев.
Гутредова војска суочава се са бројнијом Иваровом силом, али Утред лукаво изазива брзоплетог Ивара на двобој. Он побеђује Ивара, али, пре него што га убије, даје му мач у руке како не би отуђио Иварове људе, које затим преводи на Гутредову страну.

## Ликови
- Утред од Бебанбурга − протагониста и приповедач
- Алфред Велики − краљ Весекса
- Гутред − дански краљ Нортамбрије спашен из ропства
- Гизела − Гутредова сестра
- Хилд − Саксонка, бивша опатица која постаје Утредова сапутница, пријатељица и љубавница
- Рагнар Рагнарсон − дански војсковођа, син ерла Рагнара, и Утредов похрањени брат и близак пријатељ
- Отац Беока − Алфредов свештеник и Утредов породични пријатељ
- Степа Снотор − саксонски ратник и Утредов пријатељ
- Кјартан Окрутни − господар Данхолма, убица ерла Рагнара
- Свен Једнооки − Кјартанов син и Утредов непријатељ
- Тира Рагнарсдотир − Рагнарова сестра коју је киднаповао Свен
- Ивар Иварсон − дански војсковођа, син Ивара Бескосног
- Рајпере − млади Саксонац кога Утред тренира
- Клапа − крупан дански дечак кога Утред тренира
- Сихтрик − Кјартанов ванбрачни син који постаје Утредов слуга
- Јенберхт и Ајда − монаси у Елфриковој служби
- Опат Идред − Гутредов главни присталица и чувар моштију Светог Катберта
- Отац Хротверд − свештеник из Еофервика
- Свери Равнсон − дански трговац из Јиланда који купује Утреда као роба
- Хака − Фризијац, Сверијева десна рука
- Финан Хитри − ирски ратник продат у ропство, Утредов пријатељ